# Ribeirão Hong Kong
Der Ribeirão Hong Kong ist ein etwa 35 km langer linker Nebenfluss des Rio Piquiri im Westen des brasilianischen Bundesstaats Paraná.

## Geografie

### Lage
Das Einzugsgebiet des Ribeirão Hong Kong befindet sich auf dem Terceiro Planalto Paranaense (Dritte oder Guarapuava-Hochebene von Paraná).

### Verlauf
Sein Quellgebiet liegt im Munizip Nova Aurora auf 469 m Meereshöhe nördlich des Stadtgebiets in der Nähe der PR-239.
Der Fluss verläuft in nördlicher Richtung zwischen dem Rio dos Padres und dem Rio Piquiri parallel zu diesen. Nach etwa 17 km erreicht er die Grenze zum Munizip Formosa do Oeste und fließt jetzt bis zu seiner Mündung entlang der Grenze. Er mündet auf 284 m Höhe von links in den Rio Piquiri. Er ist etwa 35 km lang.

### Munizipien im Einzugsgebiet
Am Ribeirão Hong Kong liegen die zwei Munizipien Nova Aurora und Formosa do Oeste.